# Timandra roseata
Timandra roseata är en fjärilsart som beskrevs av Hirschke 1910. Timandra roseata ingår i släktet Timandra och familjen mätare. Inga underarter finns listade i Catalogue of Life.